# Ivo Kosi
Ivo (Bogdan) Kosi, slovenski baletnik in koreograf, * 5. september 1940, † 21. marec 2024.
V ljubljanskem baletnem ansamblu je začel honorarno nastopati leta 1963, že med šolanjem na srednji baletni šoli v Ljubljani, ki jo je končal leta 1968. V ljubljanski Balet je bil angažiran leta 1965 in v njem je ostal 30 let, do upokojitve leta 1995. Od leta 1990 je bil nastavljen kot koreografski asistent. Od prve vloge leta 1967 v šolski predstavi Hrestač, kjer je plesal Mišjega kralja, je pogosto imel solistične vloge, med drugim ponovno v Hrestaču, Čudežnem mandarinu, Posvečenju pomladi (On), Razuzdančevi usodi, Žici, Povratniku, Hamletu (Grobar), Plesu kadetov (Ravnateljica), Romeu in Juliji (Benvolio), Boleru, večkrat je nastopal tudi po televiziji. Predvsem pa se je od leta 1979, ko je pripravil Zrak na glasbo J.S:Bacha za skupino "Lidija Sotlar", uveljavil kot koreograf. Za isto skupino je naredil še Romanco I.van Beethovna, Delavca D Bučarja, Balet za dva I., van Beethovna, Tarsko valo Janeza Gregorca, Srečanje Vangelisa, Omen S- Rahmaninova in Glasbo za vodi  G-F-Händla. V ljubljanski Operi in baletu je koreografiral Zapeljivca, Balleti, Prerojenje, Koncert za violino in orkester v g-molu, Povodnega moža in Musiques funébres, v Mariboru Zorenje, za televizijo pa med drugim Krst pri Savici J. Goloba ter Štiri temperamente I. Petriča. Koreograf je bil tudi pri nekaterih opernih predstavah in produkcijah Srednje baletne šole v Ljubljani ter pri predstavi z godbo policije Cesarjeva nov oblačila norveškega skladatelja K. Vlaka.